# Табиев, Бахтияр Хасанович
Бахтияр Хасанович Табиев (тат. Бәхтияр Табиев, каз. Бақтияр Табиев; 14 мая 1940, Кульджа, Китайская республика —  1999, Астана, Республика Казахстан, Российская Федерация) — художник-импрессионист, педагог, заслуженный деятель искусств Казахской ССР (1988), член Союза Художников СССР (Казахской ССР) (с 1970) и Международного Центра искусств в Париже (с 1998). Член президиума Ассоциации татарских культурных центров Казахстана (с 1990).

## Биография
Родился 14 мая 1940 года в китайском городе Кульджа в татарской семье. Бабушка и дедушка Бахтияра Гани родом из села Азеево ныне Ермишинского района Рязанской области. В 1955 году переехал с семьей в СССР, где был принят без экзаменов во Фрунзенское художественное училище, окончив его с красным дипломом в 1961 году.
С 1967 по 1972 год преподавал в Алма-Атинском художественном училище им Н.В. Гоголя. Тогда же в 1970 году стал членом Союза художников Казахской ССР. 
В 1988 году ему присвоено звание «Заслуженный деятель искусств Казахстана». Спустя два год стал председателем секции изобразительного искусства Союза художников Казахстана.
Скончался в 1999 году в Казахстане.

## Творчество
Стиль Бахтияра Табиева отличался образно-пластической выразительностью, эмоциональной насыщенностью и стремлением к искреннему восприятию жизни. Он отвергал следование чужим художественным манерам, предпочитая идти от природы и личных ощущений, а не от музейных канонов. В его работах отражалась поэтичность и мужественная красота казахской земли и быта.
Основные произведения: «В поселке Аралсоль», «В Приаралье», «Старый аул», «Полдень в степи», «Восточный базар», «У забора», «Вечер» и другие.
Картины находятся в частных коллекциях Австралии, Болгарии, Германии, США, Турции, Франции и Казахстане.